# An Elixir for Existence
An Elixir for Existence är det norska gothic metal-bandet Sirenias andra studioalbum, utgivet 2004 av skivbolaget  Napalm Records. Många av texterna berör mentala tillstånd som depression ("Voices Within"), användning av narkotika ("Euphoria") och tankar om självmord ("The Fall Within").

## Låtförteckning
1. "Lithium and a Lover" – 6:33
2. "Voices Within" – 6:52
3. "A Mental Symphony" – 5:25
4. "Euphoria" – 6:35
5. "In My Darkest Hours" – 6:05
6. "Save Me from Myself" – 4:14
7. "The Fall Within" – 6:48
8. "Star-Crossed" – 6:28
9. "Seven Sirens and a Silver Tear" (instrumental) – 4:45

- Text & musik: Morten Veland

## Medverkande
Musiker (Sirenia-medlemmar)
- Morten Veland – sång, gitarr, keyboard, basgitarr, trummor, programmering
- Henriette Bordvik – sång

Bidragande musiker
- Anne Verdot – violin (spår 2–4, 6)
- Kristian Gundersen – (spår 3, 4, 7)
- Emilie Lesbros	- kör
- Sandrine Gouttebel – kör
- Damien Surian – kör
- Mathieu Landry – kör
- Emmanuelle Zoldan – kör

Produktion
- Terje Refsnes – producent, ljudtekniker, ljudmix
- Morten Veland – producent, ljudmix
- Ulf Horbelt – mastering
- Joachim Luetke – omslagsdesign, omslagskonst
- Emile Ashley – foto
- Wolfgang Voglhuber – foto